# Stillking Films
Stillking Films je produkční společnost se sídlem v České republice. Mezi její filmy patří Mission: Impossible – Ghost Protocol, Dítě číslo 44, Ledová archa a další. 

## Historie
Společnost Stillking založil Matthew Stillman v roce 1993. Společnost zpočátku produkovala hudební klipy a televizní reklamy. Společnost koprodukovala svůj první celovečerní film v roce 1995. V následujících letech se produkce celovečerních filmů stávala stále důležitější součástí podnikání společnosti. Další pobočky společnosti byly založeny ve Spojeném království, Jihoafrické republice, Španělsku, Maďarsku, Rumunsku a Chile.

## Kanceláře
- Stillking Films Barrandov Studio, Praha
- Stillking Cape Town Radio House, Kapské město
- Motel Productions, Barcelona
- Stillking London, Londýn
- Stillking Santiago De Chile, Santiago De Chile
- Stillking USA, Los Angeles
- Pioneer Stillking Films, Budapešť
- Icon Films, Bukurešť

## Práce

### Film a televize (výběr)
| Rok       | Titul                                     | Typ       | Žánr                           | Režisér                                                                 | Herci                                                        | Další produkční společnosti                        | Poznámky                                                   |
| --------- | ----------------------------------------- | --------- | ------------------------------ | ----------------------------------------------------------------------- | ------------------------------------------------------------ | -------------------------------------------------- | ---------------------------------------------------------- |
| 1996      | Prsten                                    | Film      | Romantické drama               | Armand Mastroianni                                                      | Nastassja Kinski                                             | Cramer Company, The, NBC Productions               |                                                            |
| 1999      | Plunkett & Macleane                       | Film      | Akční, Komedie                 | Jake Scott                                                              | Jonny Lee Miller, Robert Carlyle                             | USA Films, Working Title                           |                                                            |
| 1999      | Návrat idiota                             | Film      | Drama                          | Saša Gedeon                                                             | Pavel Liška                                                  | Negativ Film/Česká Televize                        |                                                            |
| 2001      | Mlhy Avalonu                              | Minisérie | Fantasy                        | Uli Edel                                                                | Anjelica Huston                                              | Warner Bros, TNT                                   |                                                            |
| 2001      | Z pekla                                   | Film      | Horor, Mysteriózní             | Albert Hughes, Allen Hughes                                             | Johnny Depp                                                  | FOX                                                | volná adaptace podle grafické novely Z pekla               |
| 2002      | Young Arthur                              | TV film   | Drama                          | Mikael Salomon                                                          | Julian Morris                                                | NBC                                                |                                                            |
| 2003      | Rytíři ze Šanghaje                        | Film      | Akční komedie                  | David Dobkin                                                            | Jackie Chan                                                  | Touchstone Pictures, Spyglass Entertainment        |                                                            |
| 2004      | Vetřelec vs. Predátor                     | Film      | Akční, Sci-Fi                  | Paul W. S. Anderson                                                     | Sanaa Lathan                                                 | FOX                                                |                                                            |
| 2004      | Princ a já                                | Film      | Romantická komedie             | Martha Coolidge                                                         | Julia Stiles                                                 | Paramount                                          |                                                            |
| 2004      | Van Helsing                               | Film      | Akční, Horror                  | Stephen Sommers                                                         | Hugh Jackman                                                 | Universal Pictures                                 |                                                            |
| 2005      | Naprosto osvětleno                        | Film      | Životopisné drama              | Liev Schreiber                                                          | Elijah Wood                                                  | Warner Independent Pictures Cinetic Media          | adaptace podle stejnojmenné novely Jonathana Safrana Foera |
| 2005      | Doom                                      | Film      | Akční horror                   | Andrzej Bartkowiak                                                      | Karl Urban                                                   | Universal                                          | podle stejnojmenné počítačové hry                          |
| 2005      | Letopisy Narnie: Lev, čarodějnice a skříň | Film      | Fantasy                        | Andrew Adamson                                                          | Georgie Henley                                               | Walt Disney Pictures                               |                                                            |
| 2005      | Zjevení                                   | minisérie | Mysteriózní                    | Lili Fini Zanuck                                                        | Bill Pullman                                                 | NBC Universal                                      |                                                            |
| 2006      | Tristan a Izolda                          | Film      | Epické romantické drama        | Kevin Reynolds                                                          | James Franco                                                 | FOX                                                | podle legendy o Tristanovi a Isoldě                        |
| 2006      | Nodame Cantabile                          | TV seriál | Romantická komedie             | Hideki Takeuchi                                                         | Juri Ueno                                                    | Cine Bazar, Fuji Television Network, Kodansha      | adaptace stejnojmenné mangy                                |
| 2006      | Casino Royale                             | Film      | Akční                          | Martin Campbell                                                         | Daniel Craig                                                 | EON Productions                                    | 21. film série o Jamesu Bondovi                            |
| 2006      | Poslední prázdniny                        | Film      | Komedie                        | Wayne Wang                                                              | Queen Latifah                                                | ImageMovers                                        |                                                            |
| 2006      | Iluzionista                               | Film      | Romantický, Mysteriózní        | Neil Burger                                                             | Edward Norton                                                | Bob Yari Productions, Contagious Entertainmen      |                                                            |
| 2008      | Quantum of Solace                         | Film      | Akční                          | Martin Campbell                                                         | Daniel Craig                                                 | EON Productions                                    | 22. film série o Jamesu Bondovi                            |
| 2008      | Letopisy Narnie: Princ Kaspian            | Film      | Fantasy                        | Andrew Adamson                                                          | Georgie Henley                                               | Walt Disney Pictures                               |                                                            |
| 2009      | The Philanthropist                        | TV seriál | Akční                          | Peter Horton                                                            | James Purefoy                                                | NBC                                                |                                                            |
| 2009      | Masterwork                                | TV film   | Dobrodružný, Thriller          | Jeffrey Nachmanoff                                                      | Ariyon Bakare                                                | FOX                                                |                                                            |
| 2009      | G. I. Joe                                 | Film      | Akční                          | Stephen Sommers                                                         | Channing Tatum                                               | Paramount Pictures                                 |                                                            |
| 2011      | Mission: Impossible – Ghost Protocol      | Film      | Akční                          | Brad Bird                                                               | Tom Cruise                                                   | Paramount Pictures                                 |                                                            |
| 2013      | Ledová archa                              | Film      | Akční, Sci-Fi                  | Bong Joon-ho                                                            | Chris Evans                                                  | Moho Film, Opus Pictures                           | Nejdražší korejská produkce                                |
| 2014–2015 | Legends                                   | TV seriál | Akční, Detektivní              |                                                                         | Sean Bean                                                    | TNT                                                |                                                            |
| 2015      | Dítě číslo 44                             | Film      | Thriller                       | Daniel Espinosa                                                         | Tom Hardy                                                    | Worldview Entertainment, Scott Free Productions    |                                                            |
| 2016      | Underworld: Krvavé války                  | Film      | Akční, Horor                   | Anna Foester                                                            | Kate Beckinsale                                              | Lakeshore Entertainment                            |                                                            |
| 2017      | Atomic Blonde: Bez lítosti                | Film      | Akční, Thriller                | David Leitch                                                            | Charlize Theron, James McAvoy                                |                                                    |                                                            |
| 2018      | Radioaktivita                             | Film      | Drama, Romantický, Životopisný | Marjane Satrapi                                                         | Rosamund Pike, Sam Riley                                     | Amazon, Studiocanal, Working Title Films           |                                                            |
| 2018      | Ophelia                                   | Film      | Drama, Romantický              | Claire McCarthy                                                         | Daisy Ridley, Naomi Watts, Tom Felton                        | IFC Films                                          |                                                            |
| 2019      | Král                                      | Film      | Drama, Historický              | David Michôd                                                            | Timothée Chalamet, Joel Edgerton, Robert Pattinson           | Netflix                                            |                                                            |
| 2019–2021 | Carnival Row                              | TV seriál | Fantasy, Horor, Mysteriózní    | Thor Freudenthal, Anna Foerster, Jon Amiel, Andy Goddard, Paul McGuigan | Orlando Bloom, Cara Delevingne                               | Legendary Television/Amazon Studios                |                                                            |
| 2021      | Voyagers - Vesmírná mise                  | Film      | Sci-Fi, Thriller               | Neil Burger                                                             | Tye Sheridan, Lily-Rose Depp                                 | AGC Studios, Thunder Road Films                    |                                                            |
| 2022      | The Gray Man                              | Film      | Akční                          | Anthony Russo, Joe Russo                                                | Ryan Gosling                                                 | AGBO, Netflix, Roth Films, Roth/Kirschenbaum Films |                                                            |
| 2022      | Chevalier                                 | Film      | Životopisný, Drama             | Stephen Williams                                                        | Kelvin Harrison Jr., Lucy Boynton                            | Searchlight Pictures                               |                                                            |
| 2023      | Nosferatu                                 | Film      | Horor                          | Robert Eggers                                                           | Bill Skarsgård, Nicholas Hoult, Lily-Rose Depp, Willem Dafoe |                                                    |                                                            |